# Украина: Маски революции
«Украина: Маски революции» (фр. Ukraine, les masques de la révolution) — документальный фильм французского режиссёра Поля Морейра. Фильм был показан 1 февраля 2016 года на Canal+, несмотря на то, что посольство Украины во Франции обратилось к каналу с просьбой снять ленту с эфира. В фильме показаны события, приведшие к смене власти на Украине в начале 2014 года, большое внимание уделено пожару в одесском Доме профсоюзов. По версии авторов фильма, за «революцией достоинства» стоят силы, действующие в интересах США, и использующие для достижения своих целей украинские ультраправые группировки. Картина вызвала серьёзные споры среди журналистов.

## Создание
Сам режиссёр утверждал, что его картина — «специальное расследование». К созданию фильма его побудило «несоответствие между энтузиазмом СМИ по поводу революции и рядом тревожных сигналов» и скудное освещение европейскими СМИ одесской трагедии в Доме профсоюзов. Режиссёр утверждает, что до фильма факт гибели 45 человек в Одессе был неизвестен. Сам Поль Морейра посещал Украину спустя долгое время после освещённых в картине событий.

## Сюжет
В ходе фильма Морейра берёт интервью у участников добровольческого батальона «Азов» (который был сформирован в мае 2014 года), националистической партии Всеукраинское объединение «Свобода» и праворадикального движения «Правый сектор», которые по версии Морейры, были главной политической силой украинской революции. Также внимание уделено событиям 2 мая 2014 года в Одессе, виновным в которых Морейра называет участников и сторонников «Правого сектора».
Морейра приходит к выводу, что в процессе Евромайдана фактически произошел ультраправый переворот, совершённый при поддержке националистических группировок пронацистской ориентации, которые с тех пор диктуют политику новым властям страны. По версии французского журналиста, Украина в настоящее время находится в хаосе, виновниками которого являются группы экстремистов и США. Попутно журналист обвиняет новые власти Украины в том, что те порвали связи с россиянами и повернулись к американцам.

## Эфиры
Картина была показана 1 февраля 2016 года на частном французском телеканале Canal+ в рамках программы Special Investigation («Специальное расследование») в 22:30, сам вечерний эфир является доступным только за абонентскую плату. Длительность фильма составила 51 минуту. 8 февраля 2016 года была повторная трансляция. В третий раз фильм показали 14 февраля.
21 февраля 2016 года фильм был показан в эфире польского телеканала TVN24 в программе «Эва Эварт советует: Документальное кино на TVN24». Перед показом ведущая программы охарактеризовала картину как «спорную».

## Реакция
В день показа фильма украинское посольство в Париже назвало его «дезинформацией» и попросило руководство Canal+ снять картину с эфира, но просьба удовлетворена не была. Французский журналист Марк Коэн обвинил украинского посла в «позорной попытке цензуры», как подчеркнул Коэн, «у нас Франция, а не Северная Корея».
Посольство Украины в Польше осудило показ фильма в стране.
Картина вызвала особое внимание со стороны российских государственных телеканалов, делавших особый упор на её документальный характер и, по их утверждениям, вызванный ею широкий резонанс во французском обществе. Французское отделение российского иновещательного телеканала RT на своём сайте размещало положительные отзывы на фильм. После премьеры фильма появлялась информация, что его собирается купить один из российских телеканалов. По оценке Радио «Свобода», резонанс картины во Франции оказался много меньшим, чем в России.
Елена Серветтаз, обозреватель Международного французского радио (RFI), утверждает, что интерес к фильму во французском интернете исходит в основном от подозрительных аккаунтов, напоминающих деятельность известной «фабрики троллей».
К картине предъявлялись следующие претензии:
- неверная фактология;
- достоверность части видео и фото материалов неизвестна;
- однобокость;
- замалчивание существенных деталей;
- манипулирование и искажение информации.

К достоинствам фильма относили:
- изложение правдивых фактов;
- объективный анализ;
- примечательность исследования;
- беспристрастность.

На сайте гражданской инициативы Avaaz.org появилась петиция с просьбой не допустить показа 53-минутного репортажа, который, по мнению инициатора петиции, «восхваляет тоталитарный российский режим и очерняет Украину». Днём 2 февраля у петиции было 1400 голосов в поддержку, хотя лента уже пошла в телеэфир. Харьковская правозащитная группа в своём обращении высказала мнение, что в картине используется «заведомо ложная» информация, а также отметила отсутствие интереса у Морейра к действиям антимайдановцев во время событий 2 мая, которые во многом стали причиной столкновений.
3 февраля 2016 года 18 французских журналистов, регулярно работающих на Украине, написали открытое письмо директору канала, в котором критиковали фильм и режиссёра, обвиняя его в «плохом знании этой страны», «серии фактических ошибок» и «монтажных манипуляциях». Морейра отметил  высокий уровень «ненависти» в комментариях к его постам о фильме в Фейсбуке. «Российская газета» считает, что Морейра подвергается критике со стороны «разномастных русофобов» за то, что посмел изложить «беспристрастное видение событий». Французский политолог Филипп Миго полагает, что режиссёр высказал альтернативную точку зрения, сняв «правдивый фильм».
Сам Поль Морейра в ответ на критику фильма заявлял, что его «расследование идет наперекор общепринятому изложению событий», кроме него «никто не говорит о 45 погибших во время пожара в Одессе, спровоцированного» коктейлями Молотова «украинских националистов», и что журналистских расследований по этим событиям не было из-за национальности жертв (которые, по его мнению, являются русскими).
Московское бюро по правам человека и клуб «Новый ялтинский мир» наградили авторов фильма премией «За мужество и профессионализм». По мнению представителя бюро Александра Брода, фильм рассказывает «горькую правду» и «рушит пропагандистские стереотипы».

## Видео
- «Украина: Маски революции» (русский перевод)